# ماجيك بوليت
ماجيك بوليت أو الرصاصة السحرية(بالإنجليزية: Magic bullet software)‏ : هو برنامج تحرير فيديو مساعد إذ يستطيع أن يقوم بعملية التحرير بشكل منفصل، لكن ضمن نطاق ضيق ومحصور بتأثيرات معينة، أما عندما يضاف إلى برنامج مونتاج احترافي فإنه يكون عامل مساعد في عملية تحرير احترافية.
وهو أحد برمجيات العملاق الأحمر [الإنجليزية] ,المملوكة لشركة المؤثرات البصرية أورفانيج [الإنجليزية] .

ووظيفة برنامج ماجيك بوليت هي تحويل لقطات الفيديو المصورة إلى طابع الأفلام السينمائية، وهو متوافق مع الكثير من برامج المونتاج مثل: أدوبي أفتر إفكتس ، وبرامج تحرير الفيديو اللاخطية مثل: سوني فيغاس ، فاينال كت برو، أدوبي بريمير برو, وأفيد، ويقدر مستخدمين هذا البرنامج بحوالي 100,000 محرر فيديو حول العالم, بالإضافة إلى الاستخدامات الاحترافية الخاصة ببرامج التلفزيون ..

## وصلات خارجية
- Red Giant Software Official Website
- منتدى السوني فيغاس